# Mânie

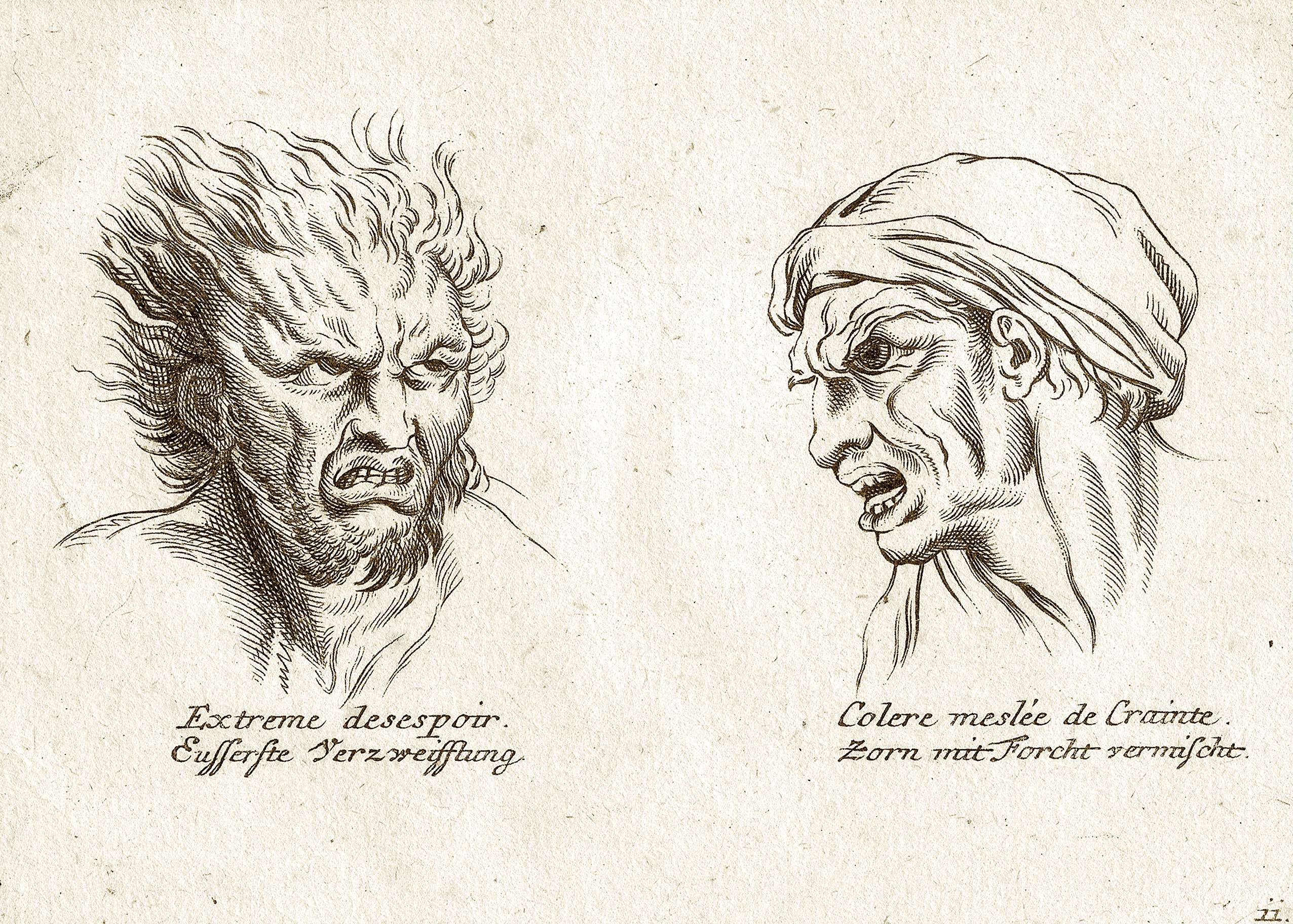
Mânie

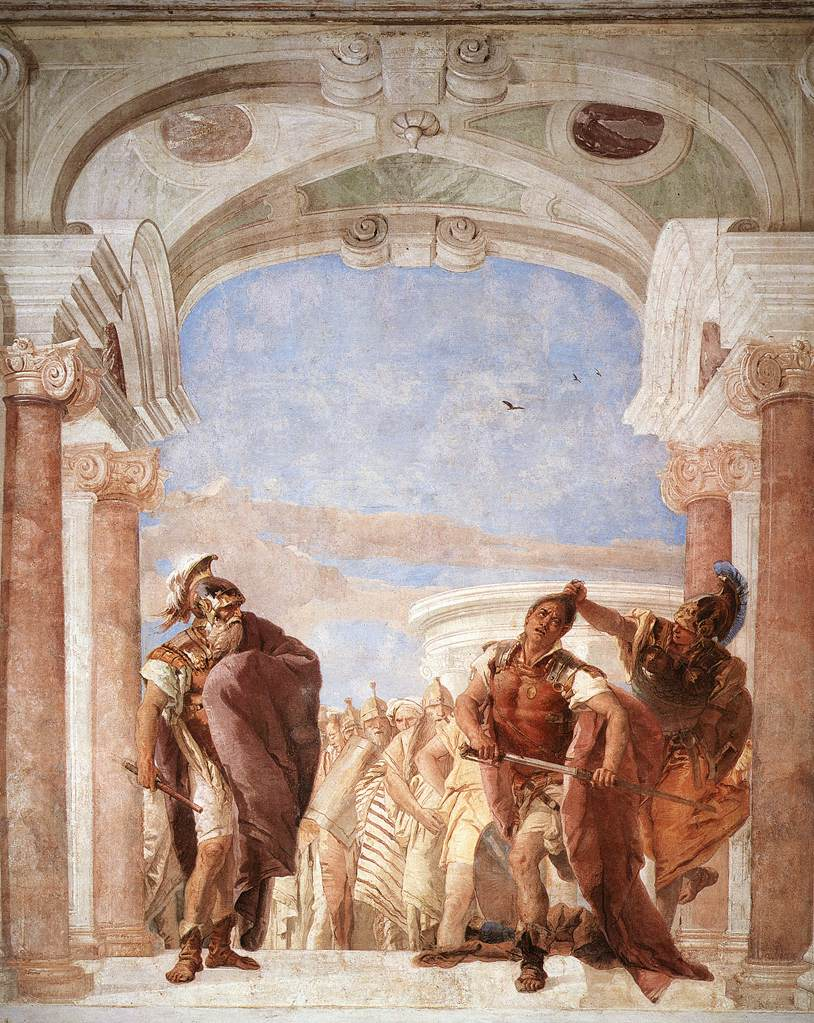
Mânia lui Ahile

Mânie (în latină ira) este o stare de iritare puternică, dar trecătoare, provocată de un fapt care contrariază, generând o stare agresivă. Furia este o stare de mânie extremă, în care se pierde stăpânirea de sine.

## În creștinism
Pe lângă mânia obișnuită (care este un păcat capital) există și o altfel de mânie, mânia lui Dumnezeu (care se abate asupra celor ce păcătuiesc, credincioși sau necredincioși) și, asemenea ei, mânia sfântă pe care o simt credincioșii față de propriile fapte păcătoase.
Biblia menționeaza mânia de multe ori.
Câteva Exemple:
Știți bine lucrul acesta, preaiubiții mei frați! Orice om să fie grabnic la ascultare, încet la vorbire, zăbavnic la mânie , căci mânia omului nu lucrează neprihănirea lui Dumnezeu.
(Iacov 1:19‭-‬20)
„Mâniați-vă și nu păcătuiți.” Să n-apună soarele peste mânia voastră
(Efeseni 4:26)
Nu te grăbi să te mânii în sufletul tău, căci mânia locuiește în sânul nebunilor.
(Eclesiastul 7:9)

## În comportament
În comportamentul uman reacția poate fi deliberată, afectând concentrarea și discernământul, un om mânios poate recurge la acte violente fără a ține cont de consecințe.
Starea de mânie poate fi declanșată de unul sau mai mulți factori externi sau stres emoțional persistent , mai poate surveni din pierderea răbdării, nemulțumiri sau  conflicte.
Energia eliberată în corpul uman este uneori negativă cu o durată care variază de la o persoană la alta, mânia poate modela gândurile și acțiunile cuiva care îl determină să se abată de la regulile impuse.